# HD NVD
Le HD NVD (Next-generation Versatile Disc) est un format de disque optique Haute définition. Il est produit depuis le 22 janvier 2009 en Chine uniquement pour le marché national.
Il est lisible, tout comme le DVD ou le HD-VMD, avec un laser rouge. Il peut stocker 12 Go de données.
La production d'un tel format vise à diminuer les coûts de production, sans verser de droit de licence à Sony pour son Blu-ray.